# کریستیان بیستروویچ
کریستیان بیستروویچ (انگلیسی: Kristijan Bistrović؛ زادهٔ ۹ آوریل ۱۹۹۸) بازیکن فوتبال اهل کرواسی است.
از باشگاه‌هایی که در آن بازی کرده‌است می‌توان به باشگاه فوتبال زسکا مسکو اشاره کرد.
وی همچنین در تیم‌های ملی فوتبال Croatia national under-18 football team و زیر ۲۱ سال کرواسی بازی کرده‌است.